# Düki
Düki, születési nevén Trần Đức Anh (Hanoi, Vietnám, 1990. május 19.) vietnámi származású magyar énekes, táncos és tánckoreográfus. 2009-ben a Bad Boyz nevű táncformációval döntős helyezést ért el a Csillag születik című tehetségkutató műsorban, majd szólókarriert kezdett. 2012-ben a Megasztár hatodik évadjának tánckoreográfusa.

## Élete és pályafutása
Vietnámban született; hároméves volt, mikor édesanyjával és húgával Bulgáriába költöztek. Három évvel később költöztek Magyarországra. Tizenegy éves kora óta táncol, tizenhárom évesen szerepelt először videóklipben (LL Junior: Mr. Raggamoffin) táncosként. A budapesti Szent László Gimnáziumban érettségizett.
2009-ben a Bad Boyz tánccsoporttal a Csillag születik döntőjébe jutott. 2008 óta SP koreográfusa.
Első videóklipje a Tedd fel a kezed című dalhoz készült. Első lemeze – Transform 1.0 címmel – 2012-ben jelent meg.
Düki zenéjében erőteljesen épít a koreai popzenére; példaképei közé tartozik Rain, Taeyang és Se7en, valamint Usher.
2012-ben saját tánciskolát alapított R3D ONE néven, az iskola YouTube-csatornája 2021 júliusában a legtöbb feliratkozóval rendelkező magyar csatorna volt.